# Tumeur phyllode
 Mise en garde médicale
Cet article concerne la tumeur du sein. Pour l'organe de certaines plantes, voir phyllode. Pour le genre de papillons de la famille des Noctuidae, voir Phyllodes.
La tumeur phyllode ou cystosarcoma phyllodes est un néoplasme à croissance rapide qui se forme à partir des cellules stromatiques périductales du sein.

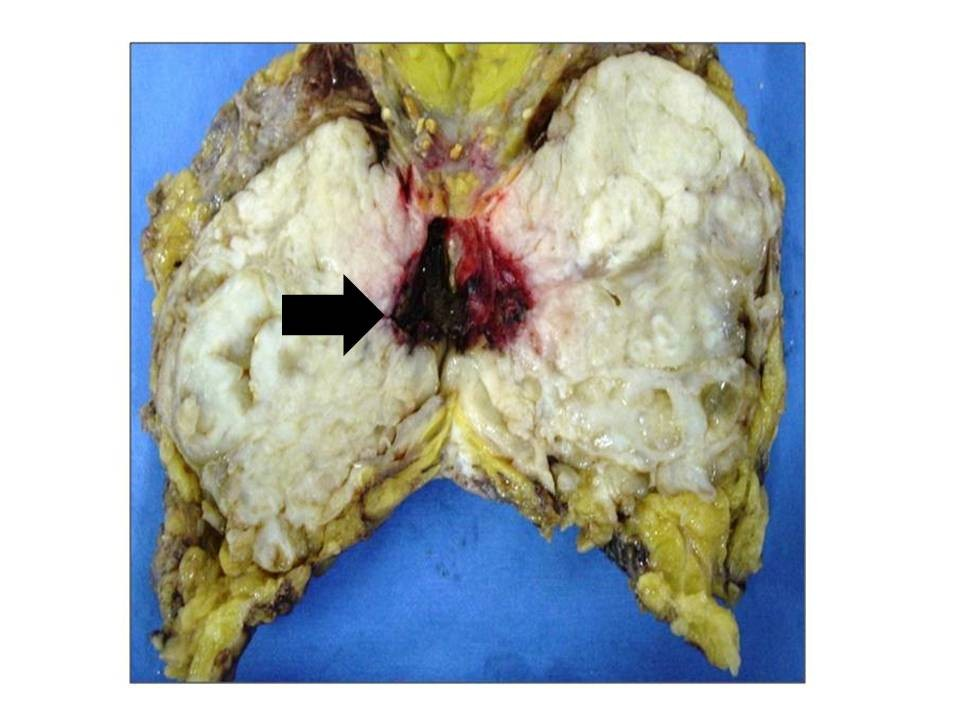
Spécimen de tumeur phyllode

La tumeur phyllode est rare et représente moins de 1 % des tumeurs du sein. Elle est généralement bénigne mais éventuellement maligne dans environ 10 % des cas. En raison du caractère récidivant de ce type de tumeur et du risque d'évolution métastasique dans 4 à 17 % des cas, l'enlèvement chirurgical est systématique.